# Two Steps from the Move
Two Steps from the Move è il quinto album degli Hanoi Rocks, uscito nel 1984 per l'Etichetta discografica Epic Records.

## Tracce
1. Up Around the Bend (Fogerty) 3:09 (Creedence Clearwater Revival Cover)
2. High School (Ezrin, McCoy) – 3:54
3. I Can't Get It (Ezrin, Hunter, McCoy) – 4:15
4. Underwater World (Hunter, McCoy) – 5:19
5. Don't You Ever Leave Me (McCoy) – 4:06
6. Million Miles Away (Ezrin, McCoy, Monroe) – 4:50
7. Boulevard of Broken Dreams (Ezrin, Hunter, McCoy) – 4:05
8. Boiler (Me Boiler 'N' Me) (Ding, Hanoi Rocks, Stenfors) – 4:25
9. Futurama (Ezrin, McCoy) 3:09
10. Cutting Corners (Ezrin, McCoy) 4:18

## Formazione
- Michael Monroe – voce, sassofono, armonica
- Andy McCoy – Chitarra Solista
- Nasty Suicide – Chitarra Ritmica
- Sam Yaffa – basso
- Razzle – batteria